# Afroceto gracilis
Espèce
Afroceto gracilis est une espèce d'araignées aranéomorphes de la famille des Trachelidae.

## Distribution
Cette espèce est endémique du Mpumalanga en Afrique du Sud,. Elle se rencontre vers Dullstroom.

## Description
Les mâles mesurent de 3,69 à 5,04 mm.

## Publication originale
- Lyle & Haddad, 2010 : A revision of the tracheline sac spider genus Cetonana Strand, 1929 in the Afrotropical region, with descriptions of two new genera (Araneae: Corinnidae). African Invertebrates, vol. 51, no 2, p. 321-384 (texte intégral).